# Pontamafrey-Montpascal
Pontamafrey-Montpascal foi uma comuna francesa na região administrativa de Auvérnia-Ródano-Alpes, no departamento de Saboia. Estendia-se por uma área de 11,59 km². Em 2010 a comuna tinha 336 habitantes (densidade: 29 hab./km²).
Em 1 de janeiro de 2019, foi incorporada à nova comuna de La Tour-en-Maurienne.